# Caapiranga
Caapiranga, amtlich Município de Caapiranga, ist eine brasilianische Gemeinde im Bundesstaat Amazonas in der Mesoregion Centro Amazonense (Zentral-Amazonien) in der Mikroregion Coari.

## Geografie
Die Stadt liegt 133 km von der Hauptstadt des Bundesstaates (Manaus) entfernt.
Nachbargemeinden sind Novo Airão nördlich, Codajás südwestlich, Anamã südlich und Manacapuru östlich.

## BIP pro Kopf und HDI
Das Bruttoinlandsprodukt pro Kopf lag 2011 bei 9266 Real, der Index der menschlichen Entwicklung (HDI) bei 0,569.